# Klára Issová
Klára Issová es una actriz checa, más conocida por haber interpretado a Veronika en la película Nejasná zpráva o konci sveta.

## Biografía
Es hija del director sirio Michel Issa y de madre checa. Tiene un hermano, el fotógrafo Salim Issa. Sus tíos son la actriz Lenka Termerová y el director Moris Issa, y su prima es la actriz checa Martha Issová.
En 1993 se unió al "Prague Conservatory" de donde se graduó en 1997.
Salió por cuatro años con el director checo David Ondříček.

## Carrera
En 2012 obtuvo un papel invitado en la serie Missing, donde interpretó a una enfermera húngara. En 2013 se unió al elenco recurrente de la serie Crossing Lines, donde interpreta a Sahri. En 2014 obtuvo un pequeño papel en la película The Last Knights, donde interpretó a la esposa del teniente Cortez. En julio de 2015, se anunció que Klara se había unido al elenco principal de la nueva serie Legends, donde dio vida a Ilyana Crawford.

## Filmografía

### Series de televisión
| Año             | Título                      | Personaje                 | Notas                        |
| --------------- | --------------------------- | ------------------------- | ---------------------------- |
| 2015 - presente | Legends                     | Ilyana Crawford           | 10 episodios                 |
| 2014            | Transporter: The Series     | -                         | episodio "2B or Not 2B"      |
| 2013 - 2014     | Crossing Lines              | Shari                     | 9 episodios                  |
| 2014            | Playhouse Presents          | Luna                      | episodio "Nosferatu in Love" |
| 2014            | Skoda lásky                 | -                         | episodio "Hrdina"            |
| 2013            | Spackovi v síti casu        | Libuse Spacková           | 15 episodios                 |
| 2012            | Missing                     | Enfermera                 | episodio "Answers"           |
| 2009            | První krok                  | Adela Bergrova            | -                            |
| 2008            | Soukromé pasti              | Natálie                   | episodio "Ukradená spermie"  |
| 2005            | Rose and Maloney            | Vanda Berkov              | episodio # 2.1               |
| 2003            | Children of Dune            | Lichna                    | miniserie                    |
| 2001            | Anne Frank: The Whole Story | Janny Brandes-Brilslijper | miniserie                    |
| 2000            | No Problem                  | Sirvienta                 | episodio # 1.1 - miniserie   |
| 1997            | No Problem                  | -                         | miniserie                    |
| 1996            | Lékárníkových holka         | Emílie                    | 7 episodios - miniserie      |
| 1995            | Kdyz se slunci nedarí       | Markéta Snajberková       | 4 episodios - miniserie      |

### Películas
| Año  | Título                                      | Personaje             | Notas |
| ---- | ------------------------------------------- | --------------------- | --- |
| 2008 | Las crónicas de Narnia: el príncipe Caspian | Hag                   | junto a Tilda Swinton, Ben Barnes, Warwick Davis, William Moseley, Anna Popplewell.                               |
| 2016 | The Truth Commissioner                      | Krystal               | junto a Ian McElhinney, Tom Goodman-Hill, Sean McGinley, Roger Allam, Conleth Hill, Ian Beattie y Jonathan Harden |
| 2015 | The Last Knights                            | Esposa del Lt. Cortez | junto a Cliff Curtis, Morgan Freeman, Clive Owen y Shohreh Aghdashloo                                             |
| 2015 | Killing Jesus                               | María Magdalena       | junto a Stephen Moyer, Rufus Sewell, John Rhys-Davies, Kelsey Grammer, Eoin Macken y Aneurin Barnard              |

### Teatro
| Año  | Obra          | Personaje     | Director (a)  | Notas |
| ---- | ------------- | ------------- | ------------- | ----- |
| 2010 | Mefisto       | -             | E. Horváth    | -     |
| 2008 | Dragon's Lair | -             | K. F. Tomanek | -     |
| 2006 | Closer        | -             | J. Hrebejk    | -     |
| 2006 | Kean          | Anna Dambiova | P. Hruska     | -     |
| 2004 | Private Eye   | Belinda       | O. Zajic      | -     |

Apariciones
| Año         | Programa   | Notas       |
| ----------- | ---------- | ----------- |
| 2010 - 2011 | VIP zprávy | 6 episodios |

## Premios y nominaciones
| Año  | Categoría               | Premio           | Películas                    | Resultado |
| ---- | ----------------------- | ---------------- | ---------------------------- | --------- |
| 2007 | Best Actress            | Czech Lion Award | Grandhotel                   | Nominada  |
| 2001 | Best Actress            | Czech Lion Award | Andel Exit                   | Nominada  |
| 1998 | Best Supporting Actress | Czech Lion Award | Nejasná zpráva o konci sveta | Ganadora  |
| 1996 | Best Actress            | Czech Lion Award | Indiánské léto               | Nominada  |